# Marché Galvany
Le Marché Galvany est un marché municipal de Barcelone. Le bâtiment, combinant des éléments noucentistes, de l'architecture du fer et modernistes, est une œuvre comprise au Recensement du Patrimoine Architectural de Catalogne.

## Description
Le Marché Galvany est situé dans le quartier de Galvany, du district de Sarrià-Sant Gervasi.
Il a été bâti selon un style proche du noucentisme, bien qu'il présente aussi des éléments décoratifs modernistes.

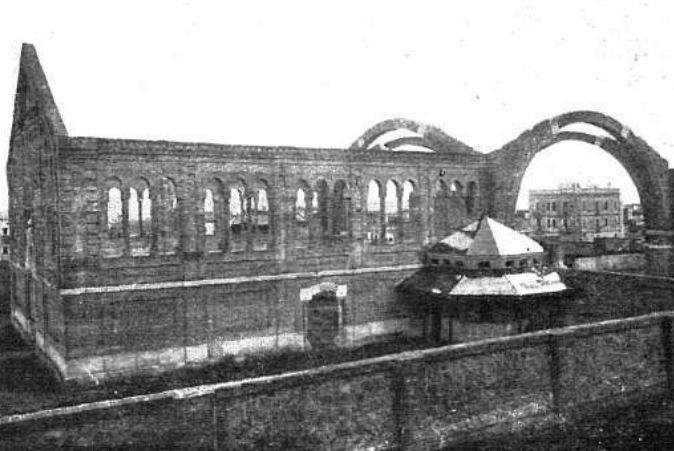
An 1909

La construction a débuté en 1868 sur des terrains cédés par Josep Castelló et Galvany, et a été inaugurée le 26 février 1927. L'œuvre a été initiée par Pere Falqués et terminée par Antoni de Falguera.

## Source de traduction
- (ca) Cet article est partiellement ou en totalité issu de l’article de Wikipédia en catalan intitulé « Mercat Galvany » (voir la liste des auteurs).